# Piraterie autour de la Corne de l'Afrique
Pour l'opération militaire de l'OTAN, voir Opération Ocean Shield.
Pour un article plus général, voir Piraterie moderne.

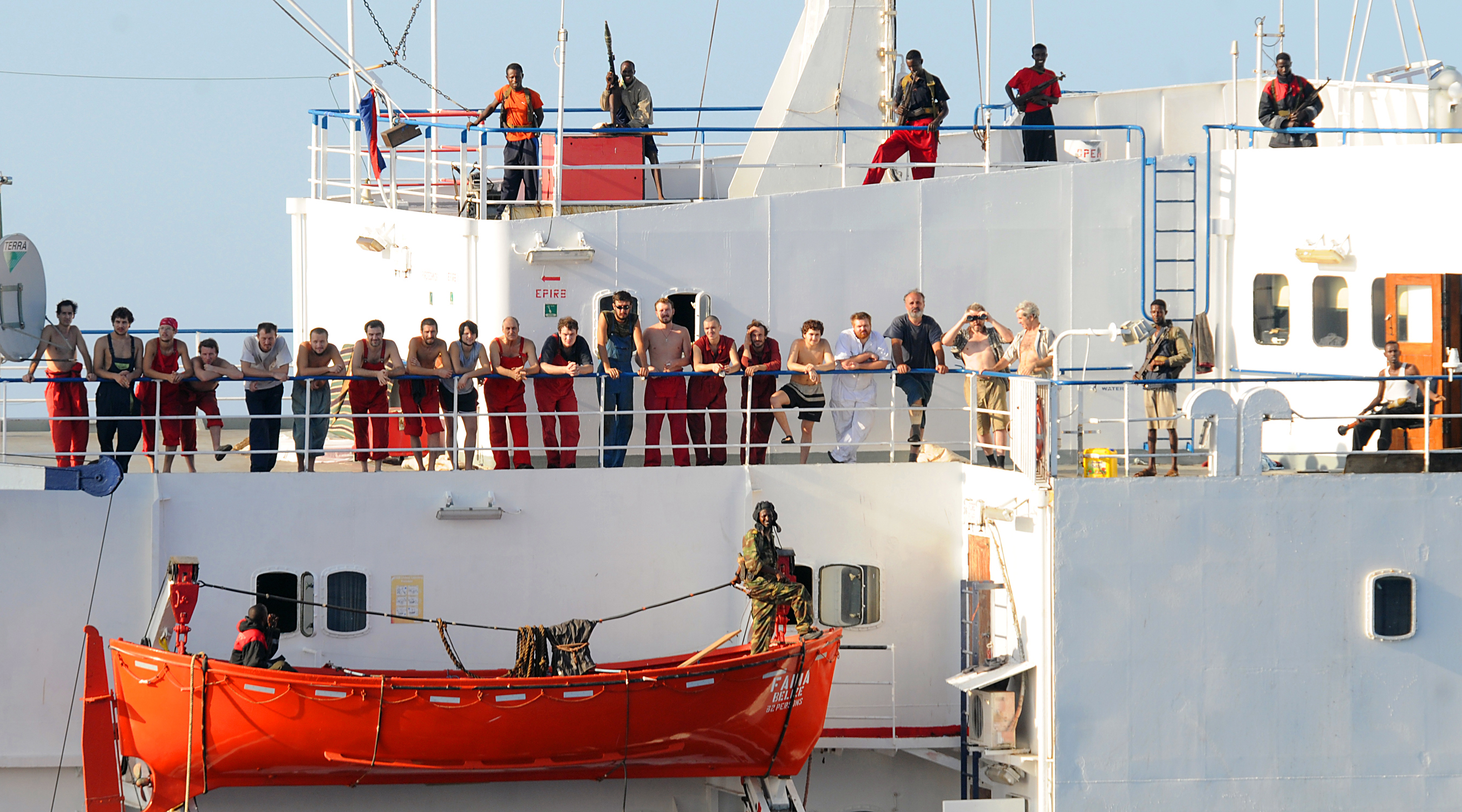
L'équipage du navire marchand Faina, battant pavillon bézilien et appartenant à la compagnie ukrainienne Kaalbye Shipping, a été pris en otage par des pirates le 25 septembre 2008. L'équipage est présenté sur le pont sur demande de la marine américaine qui voulait contrôler son état de santé.

La piraterie autour de la Corne de l'Afrique, essentiellement composée de pirates somaliens, a pris la forme d'attaques de navires, de pillages et d'enlèvements en mer à partir de 2005 . Elle est devenue une menace pour le transport maritime international et de nombreuses organisations internationales, l'Organisation maritime internationale (IMO) et le Programme alimentaire mondial notamment, ont exprimé leur préoccupation devant l'augmentation de la fréquence des actes de piraterie. En réponse à la fréquence de ces actes, des bâtiments militaires de l'OTAN, russes, indiens, chinois et sud-coréens ont été mobilisés. Ils sillonnent la zone et escortent certains navires tandis que des gardes armés sont embarqués sur des navires civils, réduisant notablement les actes de pirateries à partir de 2014. En 2019, les attaques ont diminué dans la corne de l'Afrique, mais ont augmenté en revanche, de l'autre côté, au large du Nigéria. 
Les pirates justifient leurs actions en se présentant comme des « garde-côtes » protégeant le littoral somalien des prédations des chalutiers occidentaux et des pollutions toxiques. 
Selon les estimations de la Banque mondiale, les rançons ont rapporté aux pirates et à leurs commanditaires entre « 339 et 413 millions de dollars d'avril 2005 à décembre 2012 ».

## Situation géographique

Zone d'opération des pirates somaliens entre 2005 et 2010.

Les Corne de l'Afrique correspond à l'extrémité est du continent africain. La Somalie, pays en guerre civile, dispose d'une côte maritime importante : 3 025 km et 200 milles nautiques d'eaux territoriales. Cette zone voit passer un trafic maritime important puisque l'essentiel du trafic entre l'Extrême-Orient et l'Europe passe entre la Corne de l'Afrique et la péninsule Arabique dans le golfe d'Aden afin de rejoindre le canal de Suez qui a vu le passage de 20 410 navires en 2007 (contre environ  18 000 passages en 2005) soit plus de 7,5 % du transport maritime mondial.

## Historique

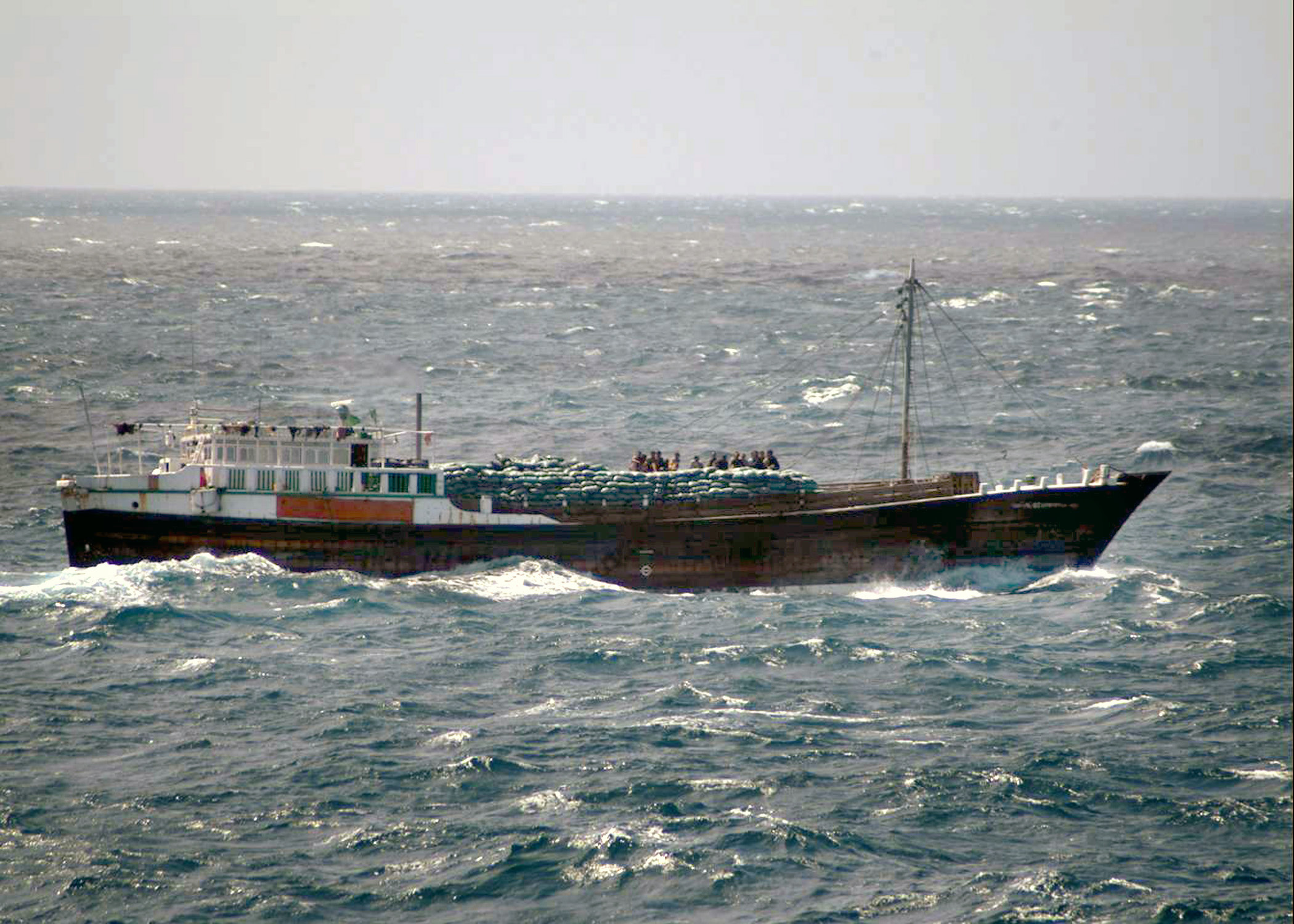
Dhow suspecté de piraterie qui va être arraisonné par l'US Navy en janvier 2006.

Les difficultés de l'État somalien, son état chaotique et le manque de pouvoir d'un gouvernement central sont les facteurs ayant favorisé l'augmentation de la piraterie autour de la Somalie et près des côtes du Yémen, pays lui-même avec un État faible et ne disposant que de peu de moyens pour contrôler le golfe d'Aden. Ces faillances ont été exploitées par de nombreux grands châlutiers de pêche venus du monde venant violer la zone de pêche somalienne. Cela a provoqué des dégâts environnementaux importants, notamment la baisse significative de poissons dans la ZEE, affectant directement les pêcheurs locaux, dont une partie débutèrent des actes de piraterie.
L'ambassadeur somalien en France a indiqué devant le Parlement européen en novembre 2009 que 900 000 Somaliens sont morts, 1,5 million sont déplacés, et 3,5 millions dépendent d'une aide alimentaire des Nations unies depuis l'effondrement du pays à la fin des années 1980.
Bien que la piraterie ait temporairement diminué lors de la croissance de l'influence de l'Union des tribunaux islamiques en 2006, l'invasion de la Somalie par l'Éthiopie en décembre 2006 a détérioré la situation. Depuis lors, le gouvernement fédéral de transition a tenté de combattre la piraterie notamment en autorisant théoriquement les navires militaires étrangers à intervenir dans les eaux somaliennes au cas par cas,, mais devant cette situation, le conseil de sécurité des Nations unies a adopté, le 2 juin 2008, la résolution 1816 autorisant les navires militaires des États agréés par le gouvernement somalien à pourchasser les pirates dans les eaux territoriales somaliennes et sont désormais autorisés à recourir à tous les moyens nécessaires pour lutter contre « la piraterie et le vol à main armée en mer ».
Les autorités maritimes ont constaté 67 incidents dans cette zone en 2005, 23 en 2006, 32 en 2007. Selon le BMI, en 2008, 113 bateaux ont été attaqués par des pirates au large de la Somalie et dans le golfe d'Aden. Quarante-deux navires ont été saisis, dont 17 sont au 19 novembre 2008 aux mains des pirates avec 250 membres d'équipage en otages. Ils ont, selon le ministre kényan des Affaires étrangères, obtenu environ 150 millions de dollars de rançons en 2008.
Pour les neuf premiers mois de 2009, on note 32 captures sur 169 incidents ; 533 membres d'équipage sont retenus en otage, on compte également 4 morts, 8 blessés et 1 disparu. En fin d'année 2009, selon le Bureau maritime international, on compte 217 navires attaqués et 47 capturés, avec 867 membres d'équipage.
Selon le BMI, un total de 53 navires embarquant 1 181 membres d’équipage ont été capturés en 2010 essentiellement en Somalie. Cette année-là, les pirates ont obtenu 238 millions de dollars de rançon, alors que le coût total de la piraterie se situait en 2010 entre 7 et 12 milliards de dollars. 
Au 31 décembre 2010, selon le QG européen anti-piraterie EUNAVFOR, les pirates somaliens contrôlaient encore 28 navires avec 638 membres d’équipage à bord (les petits navires des pêcheurs locaux ne sont pas dénombrés). 2010, de ce point de vue, aura été une année record depuis le début de la tenue statistiques en la matière en 1991.
On assiste alors depuis avril 2011 à un durcissement des opérations anti-pirates par plusieurs des marines engagés sur zone (OTAN, Union européenne, Corée du Sud, Seychelles, Émirats arabes unis) qui engagent des actions offensives, plusieurs bateaux capturés et transformé en navires mères sont capturés ou sont obligés de rebrousser chemin et des dizaines d'otages libérés,.
Au 29 mai 2011, l'ONG Ecoterra dénombre 664 marins et 43 navires sont toujours aux mains des pirates somaliens. EUNAVFOR dénombre 518 otages et 23 navires (sans les petits navires des pêcheurs locaux). 
Le 20 décembre 2011, Eunavfor estime que 199 hommes et une femme sont otages des pirates somaliens, et 2 317 marins de la marine marchande ont été pris en otage depuis décembre 2008.« « Au moins 60 marins marchands ont péri à la suite de leur captivité aux mains des pirates et de nombreux autres ont souffert de cas de tortures et d’abus physiques. 49 otages sont actuellement détenus sans un navire », soit que leur navire ait coulé, soit qu’il ait été abandonné.
Le nombre d'attaques a augmenté en 2011 (219 en 2010 et 237 en 2011) soit 44 % des 439 actes de piraterie recensés par le Bureau maritime international dans le monde mais le nombre de navires détournés a diminué, passant de 49 en 2010 à 28 en 2011. Cette activité a rapporté 110 millions de dollars de rançon aux pirates en 2010 et 170 millions de dollars en 2011.
Le bilan des diverses forces anti-pirates déployées au large de la Somalie d'avril 2008 à octobre 2010 fait état 1 248 arrestations, 506 personnes passées en justice, 254 condamnés. Un minimum de 44 pirates a été tué.
Une réunion du Conseil de sécurité des Nations unies du 22 février 2012 indique, qu'à cette date, 1 063 personnes sont poursuivies en justice dans 20 pays, dont plus de 600 dans la région.
Les mesures de sécurité prises en mer et l'évolution de la situation en Somalie ont fait reculer la piraterie après le pic de 2011. 75 attaques sont recensées en 2012 et 15 en 2013 dont deux ont été des détournements de navires qui ont été réglés dans la journée après des interventions. Ces derniers chiffres sont les plus bas depuis 2006 où 10 attaques avaient été dénombrées.

### Causes
La piraterie maritime en Somalie fait intervenir une pluralité de facteurs explicatifs reposant chacun sur un modèle d’interprétation théorique.
- Une première lecture politique avance la thèse que la piraterie somalienne s’appuie sur l’absence d’État, celui-ci ne pouvant lutter contre la criminalité s’exerçant sur son territoire.
- Une deuxième lecture économique considère de son côté que la piraterie en Somalie aurait pour origine la surpêche étrangère de laquelle découlerait la pauvreté des populations locales[23].
- Une troisième lecture géographique montre que la piraterie somalienne existe car elle bénéficie d’une route commerciale maritime facilement accessible.
- Une quatrième lecture culturelle défend la thèse selon laquelle la piraterie somalienne serait une pratique déterminée par la tradition du pays.
- Une cinquième lecture stratégique et militaire tend vers des actions menées par des paramilitaires pour rechercher les ressources nécessaires à renforcer les moyens de guerre et de pouvoir dans cette zone.

Après l'effondrement de l'état somalien en 1991, les eaux de ce pays privé de marine et de garde-côtes ont été l'objet de pêche illégale par des chalutiers (notamment italiens, français, grecs, espagnols et japonais) intéressés par des eaux riches en thons et crustacés. Des entreprises ont déversé dans ces eaux, et aussi sur les terres, des déchets toxiques, dont le tsunami de 2004 a ramené sur les côtes des futs. Dénoncés en sourdine par le PNUE en 1992, ces faits ont été avérés par un rapport du PNUE de 2005.

### Organisation et modus operandi de la piraterie

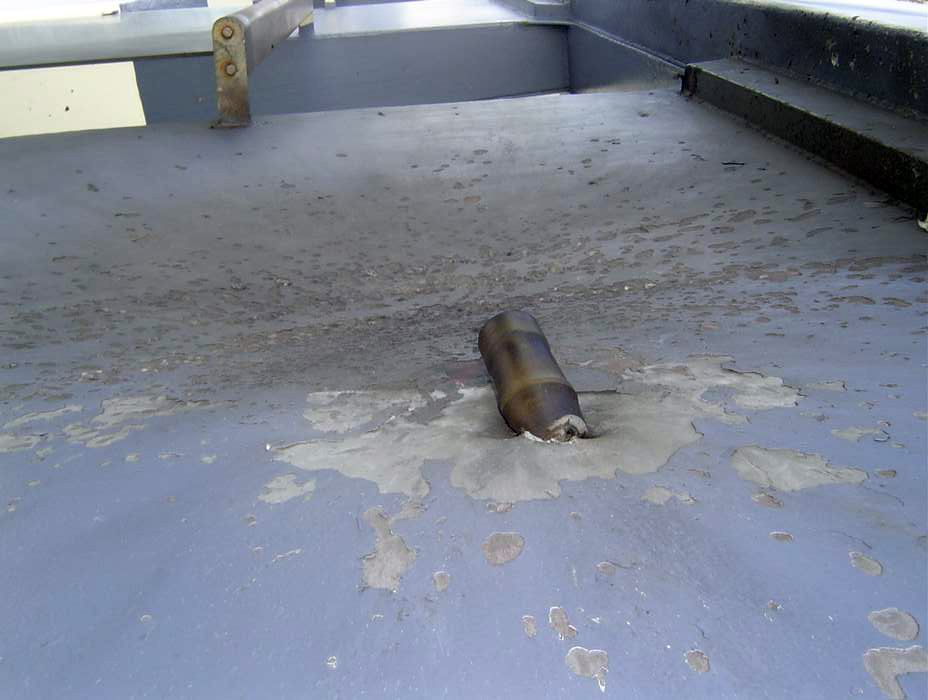
Roquette non explosée encastrée dans la coque du paquebot Seabourn Spirit attaqué le 5 novembre 2005. Ce navire a pu échapper à ses agresseurs grâce à l'utilisation de canons à son.

En 2011, on estime à 2 200 le nombre de pirates répartis en une quinzaine d'investisseurs, une cinquantaine d'organisateurs et une centaine de chefs d'équipe qui dirigent 2 000 hommes. 
Les pirates sont initialement généralement issus de l’ancienne marine ou des garde-côtes somalienne ou sont souvent d'anciens pêcheurs et disposent d'un armement individuel relativement puissant (fusil d'assaut AK-47 et RPG-7 le plus souvent). Ils appartiennent souvent à des clans ou des villages, comme Eyl, qui leur donnent refuge. Avec l'augmentation de l'activité des groupes, on note la présence d'étrangers parmi les équipages des navires pirates (Yéménites, Kenyans ou disant être des anciens militaires britanniques).
Ils utilisent de petites embarcations rapides pour se lancer à l'abordage de leur cibles, lancées, lors d'attaques en haute mer depuis un navire-base. Dans la plupart des cas, la cible, si elle n'a pas réussi à s'échapper est détournée vers la côte et son équipage pris en otage jusqu'à ce qu'une rançon soit versée par l'armateur ou sa compagnie d'assurance. Selon le Major-General Buster Howes, commandant la mission Atalanta, les pirates torturent leurs otages et les utilisent comme boucliers humains. 
Jusqu’en 2007, les bases de départ de la piraterie somalienne se concentraient essentiellement dans la région côtière de Mogadiscio. Un rapport des Nations unies indique même que des responsables du port de Mogadiscio auraient transmis à des pirates des informations visant à faciliter des abordages de navires. Mais il semble que les combats continus dans cette région nuisent à leur activité. D’où un déplacement de l’activité de piraterie plus au Nord, principalement dans la région semi-autonome du Puntland. C’est le cas notamment des ports de Boosaaso, de Eyl et de Garacad.
Leur zone d'activité est en 2009 de plus en plus étendue, les pirates frappant jusqu'à 1 000 kilomètres des côtes de la Tanzanie et dans la Zone économique exclusive des Seychelles. En 2010, l'attaque la plus à l'est a eu lieu le 27 octobre 2010 aux coordonnées 3° 11′ N, 68° 52′ E, à 350 milles à l’ouest du district de Dakshina Kannada en Inde et une attaque le 3 novembre 2010 située aux coordonnées 5° 09′ S, 43° 23′ E semble être la plus sud enregistrée.
Depuis septembre 2011, on assiste à des attaques à terre pour enlever des ressortissants étrangers au Kenya.
L'activité des pirates a chuté de 60 % dans les six premiers mois de 2012 par rapport à la même période de 2011, passant de 163 incidents à 69. En 2009, l’année la plus fructueuse pour les pirates somaliens, un navire attaqué sur 3 était capturé et son équipage retenu en otage. À la fin de 2011, ce chiffre était tombé à un sur 20 pour les prises les plus grosses, dont la plupart embarquent désormais des équipes de sécurité privées.

### Déstabilisation de la région
L'activité criminelle rajoutée à la guerre civile en Somalie déstabilise la région. 
Le gouvernement du Puntland n'ayant qu'un budget annuel de 20 à 30 millions de dollars et la somme des rançons dépassant celui-ci, ses autorités craignent que le crime organisé ne prenne le contrôle de la région.
Le Kenya voisin craint pour sa sécurité, l'afflux d'argent sale provenant des rançons provoque une forte inflation dans l'immobilier de ce pays et les attaques sur son sol contre les étrangers font craindre une chute du tourisme. Cela entraine une intervention militaire du Kenya en Somalie en octobre 2011.
Les attaques en mer ont un impact économique direct sur l'économie des Seychelles et ont entraîné une réduction de 30 % dans les activités portuaires. Le gouvernement de cet archipel considère que la piraterie constitue une menace directe pour son bien-être et sa souveraineté.
Le Yémen déclare pour l'année 2011 une perte de 150 millions de dollars, plusieurs centaines de ses pêcheurs ont été attaqués et une quinzaine d’entre eux ont été tués. En 2010, 57 bateaux ont été capturés dans les eaux territoriales du Yémen tandis qu’il y a eu 225 attaques avortées.

### Les coûts
Selon Oceans Beyond Piracy, la piraterie en Somalie a coûté au niveau mondial près de 7 milliards de dollars en 2011, dont plus de 2 milliards en opérations militaires, équipements et gardes armés pour protéger les navires. Ces chiffres sont détaillés dans le rapport du groupe de surveillance basé aux États-Unis.
Oceans Beyond Piracy indique que 80 % de ce coût total est pris en charge par l'industrie maritime tandis que le reste est couvert par les gouvernements.
Sur cette somme, plus de 2,7 milliards de dollars ont été dépensés en 2011 en carburant pour permettre aux bateaux de naviguer à de plus grandes vitesses à travers les zones à haut risque, indique le groupe, qui met aussi en avant les chiffres de 1,3 milliard en opérations militaires et de 1,1 milliard en gardes armés et équipements de sécurité

### Lutte contre la piraterie

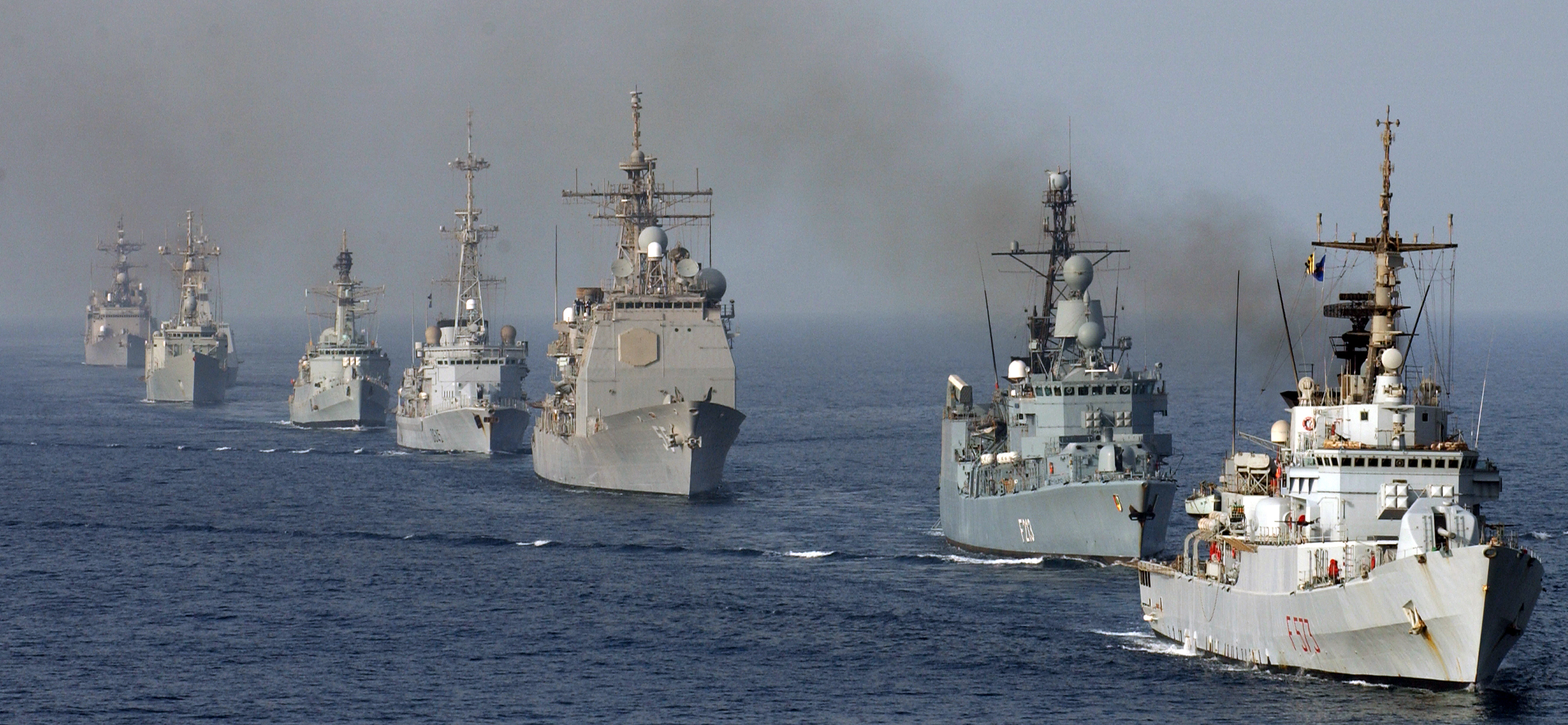
Navires de la Combined Task Force 150 (CTF-150) en formation dans le golfe d'Oman.

En novembre 2008, l'Union européenne décide d'engager une opération militaire maritime « Eunavfor », dénommée officiellement « Atalanta » consacrée spécifiquement à ce problème. Elle se met en place fin décembre 2008 et les pirates arrêtés par cette dernière sont depuis 2009 dirigés vers le Kenya. De leur côté, les Américains mettent en place, en janvier 2009, une autre force, la Combined Task Force 151 regroupant des navires de l'OTAN, déchargeant la CTF 150 de ce rôle, avec pour mission de combattre la piraterie dans cette région et mettent en place les Combined Maritime Forces regroupant au total 3 task forces dont les 2 précités comprenant une participation de 25 pays sous le commandement de la Cinquième flotte américaine. La plupart des grandes marines mondiales, telle la marine russe, et régionales, dont les marines indienne et chinoise, déploient des navires dans la zone pour protéger les navires civils. Ceux-ci sont désormais pour la plupart organisés en convoi, tandis que quelques armateurs ont préféré faire passer leurs bâtiments par le cap de Bonne-Espérance. Vers la fin des années 2000, de plus en plus d'entre eux misent sur une présence accrue de gardes civils ou militaires armés à bord des navires. Le principal port d'attache des navires engagés est Djibouti, qui accueille depuis 2011 la première base de la marine japonaise outre-mer depuis 1945.
Pour coordonner les différentes opérations, le groupe SHADE (Shared Awareness and Deconfliction), dirigé par les Forces maritimes combinées et la force navale de l’Union européenne, qui est un groupe militaire international à participation volontaire, sans statut juridique précis, a été créé en décembre 2008 et regroupe, fin 2011, 27 pays et 14 organisations. Il sert surtout à « échanger des pratiques optimales, tenir des discussions informelles et harmoniser les activités des pays et des organisations participant aux opérations militaires de lutte contre la piraterie dans la région. ». Il regroupe les différents commandants d’opérations — sauf l'Iran — à un rythme régulier, en général, une fois par mois, à Bahreïn. 
Depuis le 1er février 2009, un corridor de passage de la mer d'Aden à la mer rouge nommé Internationally Recommended Transit Corridor (IRTC) a été créé par le SHADE, où les navires civils doivent circuler en convoi.
L'Europe a également décidé de s'impliquer davantage avec, en 2012, « l’activation du centre d’opérations de l’Union européenne pour les missions et l’opération relevant de la politique de sécurité et de défense commune se déroulant dans la Corne de l’Afrique », et par des opérations militaires « en vue d’une contribution à la dissuasion, à la prévention et à la répression des actes de piraterie et de vols à main armée au large des côtes de la Somalie » .
Ces efforts ont été efficaces, puisqu'entre 2011 et 2012, les attaques ont chuté de 70 % et les détournements de navires de 70 %. En 2011, on comptait 171 navires attaqués conduisant à la prise en otages de 716 marins. En 2014, il n'y a eu que deux attaques ; aucune en 2015.

## Événements marquants

### 2006 - 2007
- Le 21 janvier 2006, le USS Winston S. Churchill, un destroyer classe Arleigh Burke a capturé un navire suspecté de piraterie[50]

- Le 18 mars 2006, dans le cadre de l'opération Enduring Freedom, le USS Cape St. George, un croiseur de classe Ticonderoga et le USS Gonzalez, un destroyer de classe Arleigh Burke interceptent trois navires pirates et les détruisent après qu'ils ont ouvert le feu.

- Le 3 juin 2007, le USS Carter Hall attaque des pirates mais ne réussit pas à les capturer.

- Le 28 octobre 2007, le destroyer USS Porter ouvre le feu contre des pirates qui avaient capturé un navire de transport et avec le renfort d'autres navires bloque le port vers lequel les pirates cherchaient à se réfugier.

### Escorte des navires du PAM
Devant les attaques qui frappaient ses navires, le Programme alimentaire mondial dut, en 2007, quasiment cesser l'envoi de cargos d'aide humanitaire vers la Somalie. La France proposa d'escorter ces navires pendant 2 mois et demi à partir de fin novembre 2007. Deux avisos de la marine nationale française sont dans le cadre la mission Alcyon chargés de cette tache. En février 2008, la marine du Danemark a pris le relais suivie par les Pays-Bas. Fin 2008, l'Union européenne décide de prendre le relais et intègre l'escorte des bateaux du PAM comme un des objectifs principaux de son opération EUNAVFOR Atalanta. La première escorte est réalisée à la mi-décembre .

### LePonant
En avril 2008, Le Ponant, un voilier de luxe est attaqué et ses 30 membres d'équipage sont pris en otage avant d'être libérés sur rançon. Six des pirates et complices sont arrêtés par les forces françaises lors d'une opération au sol.

### LePlaya de Bakio
Le dimanche 20 avril 2008, le Playa de Bakio, un thonier senneur congélateur espagnol, est attaqué à 250 milles des côtes et les 26 membres d'équipage sont tenus en otage. Outre la presse espagnole, les médias français particulièrement rapide se sont fait l'écho de cette affaire qui suit de près la conclusion de l'acte de piraterie contre le Ponant. Le 21 avril 2008, le premier ministre espagnol Jose Luis Rodriguez Zapatero a demandé l'aide de l'OTAN, de la France, de l'Union africaine et du Royaume-Uni. L’équipage et le navire sont libérés le 26 avril 2008 après négociations.

### Détournement d'une cargaison de chars

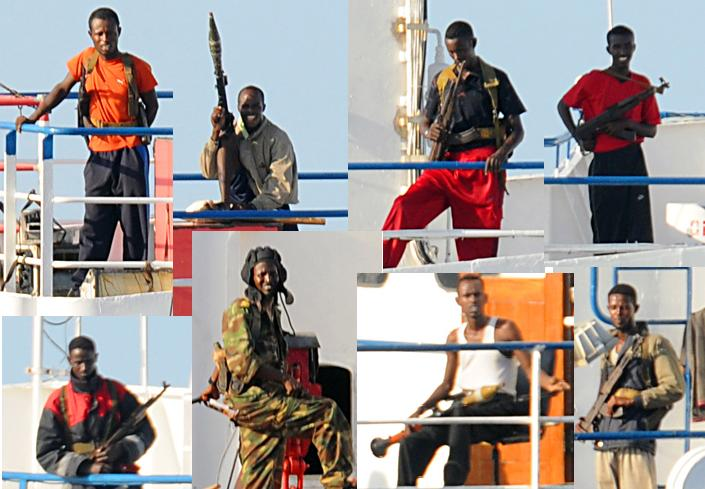
Photomontage de plusieurs des pirates ayant capturé le Faina. Certains portent les équipements militaires de sa cargaison. Ces AKM et RPG-7 sont d'usage courant dans cette région en mer comme sur terre.

Le 25 septembre 2008, un navire ukrainien, le Faina, transportant entre autres 33 chars de combat T-72 est pris en otage par des pirates somaliens. Le navire est encerclé par l'US Navy qui l'empêche de débarquer cette cargaison et la marine russe dépêche des navires sur zone. Son capitaine meurt durant sa captivité. Le 5 février 2009, le navire est relâché contre une rançon de 3,2 millions de dollars et arrive au port de Mombasa le 12 février 2009. La cargaison a été depuis transférée au Soudan du Sud.

### Détournement du supertankerSirius Star

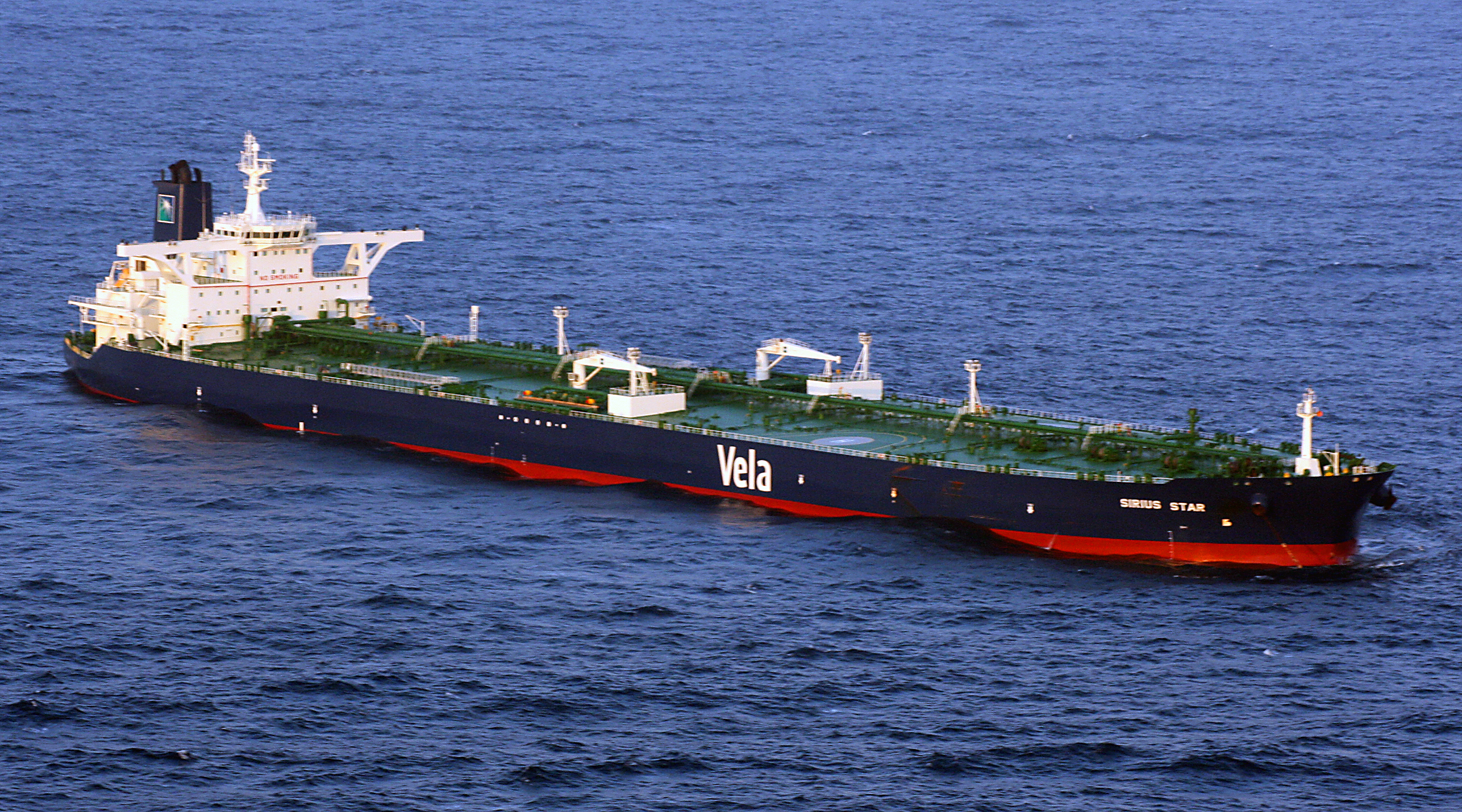
Le Sirius Star.

Le 17 novembre 2008, le Sirius Star, un superpétrolier saoudien est détourné par des pirates somaliens à environ 450 milles nautiques de la côte du Kenya. Le navire, sous pavillon libérien, transportait une pleine cargaison de 2 millions de barils de pétrole vers les États-Unis via le cap de Bonne-Espérance .
Après des négociations, une rançon de 3 millions de dollars US a été obtenue par les pirates le 9 janvier 2009. Six d'entre eux ont péri noyés dans le naufrage de leur embarcation en quittant le navire. Des sources indiquent qu'un total de huit millions de dollars avait en fait été déboursé, incluant divers intermédiaires.

### Destruction duEkawat Nava 5

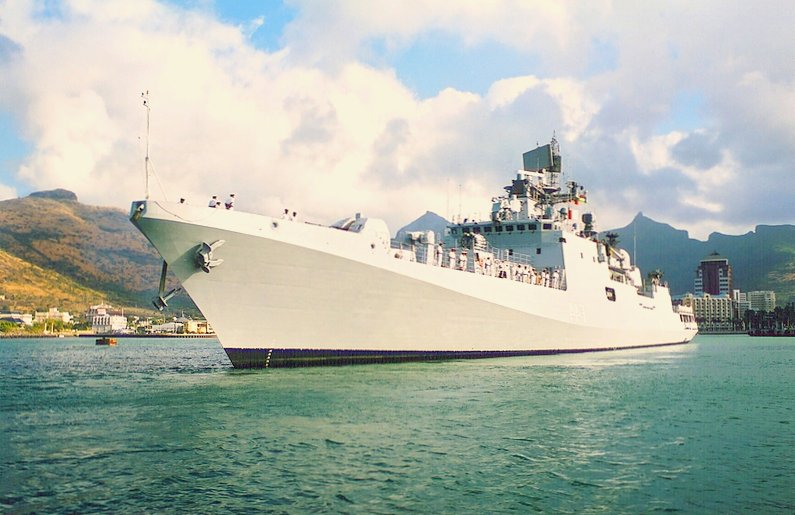
Le Tabar

Le 18 novembre 2008, le navire de pêche thaïlandais  Ekawat Nava 5 capturé le matin même par des pirates est coulé par la frégate Tabar (F44) de la marine indienne pensant qu'il s'agissait d'un bateau-mère pirate. Sur les seize membres d'équipage, un seul a survécu.

### Détournement du Tanit
Le 4 avril 2009, le yacht français Tanit est détourné. Une opération franco-allemande se solde par un mort civil français et par la mort de deux preneurs d'otages, la libération de 3 otages et la capture de plusieurs pirates.

### Détournement du supertankerMaran Centaurus
Le dimanche 29 novembre 2009, le Maran Centaurus, un superpétrolier grec de 332 mètres de long et 300 294 tonnes avec 28 membres d'équipage (16 Philippins, neuf Grecs, deux Ukrainiens et un Roumain) est détourné par une dizaine de pirates à 585 milles nautiques au nord-est des Seychelles et une cargaison de 275 000 tonnes de pétrole brut d'une valeur de 13 millions d'euros
Il était parti de Djeddah en Arabie saoudite à destination de La Nouvelle-Orléans aux États-Unis . Une frégate de la marine grecque de la mission Atalanta suit le navire.
Un autre pétrolier grec parti du Soudan en destination de la République populaire de Chine a lui échappé à une attaque le 1er décembre 2009 au large d'Oman.
Le lundi 18 janvier, à Harardhere, le navire est relâché après versement d'une rançon de 5,5 à 7 millions de dollars entrainant des combats entre bandes rivales ayant fait au moins 4 tués (3 pirates, un civil somalien) et l'intervention de plusieurs hélicoptères des marines sur place pour empêcher que ceux-ci ne s'en prennent au pétrolier.

### 2010 - 2013
- Le pétrolier sud-coréen Samho Dream, un navire de 333 m de long de 319 360 t[69]. transportant 2 millions de barils de pétrole brut irakien à destination des États-Unis pour un montant de 170 millions de dollars avec 24 membres d'équipage a été détourné le 4 avril 2010[70]. Selon les pirates, ils auraient reçu le 7 novembre 2010 une rançon de 9 millions de dollars[71].

- Le pétrolier Irene SL de 319 247 tonnes battant pavillon grec et appartenant à un armateur britannique, qui se dirigeait vers les États-Unis avec 25 hommes d'équipage et 270 000 tonnes de pétrole koweïtien, a été capturé par des pirates au large d'Oman le 9 février 2011[72]. Il a été relâché le 8 avril 2011 contre une rançon estimée à 13 millions de dollars[73].

- Le 18 février 2011, le yacht S/V Quest avec 4 Américains faisant le tour du monde a été détourné à environ 440 kilomètres de la côte d'Oman[74]. Le 22 février 2011, les 4 otages sont tués selon l'US Navy par leurs ravisseurs, deux pirates sont tués par arme blanche et arme à feu tandis que 13 sont capturés lors d'une opération des Navy Seals qui trouvent les corps de 2 autres pirates[75],[76].

## Piraterie au cinéma
Le film américain Capitaine Phillips, sorti en 2013, a pour sujet la piraterie maritime au large de la Somalie. Il est basé sur la prise d'otage du Maersk Alabama.
Le film danois Hijacking (titre original "Kapringen") de Tobias Lindholm, sorti en 2013, met en scène un navire danois "MV Rosen" pris d’assaut par des pirates somaliens qui retiennent en otage l’équipage et réclament une rançon de 15 millions de dollars. Très intéressante est la part importante prise par la négociation entre Peter, le PDG de la compagnie du cargo et les pirates, qui dure près de 130 jours.